# Missionarie figlie di San Girolamo Emiliani
Le Missionarie Figlie di San Girolamo Emiliani (in spagnolo Misioneras Hijas de San Jerónimo Emiliani) sono un istituto religioso femminile di diritto pontificio: le suore di questa congregazione pospongono al loro nome la sigla M.S.

## Storia
Le origini della congregazione risalgono alle suore somasche del ritiro delle povere figlie orfane di Nostra Signora della Misericordia, fondate nel 1680 a Genova presso la parrocchia di Santa Maria Maddalena. Nel 1958 le religiose aprirono un'opera in El Salvador, da dove si diffusero anche in Messico e nel Guatemala.
A causa delle difficoltà dovute alla loro lontananza della casa-madre, il 12 giugno 1975 la congregazione per i religiosi separò il ramo dell'America centrale dall'istituto genovese.
Nel loro primo capitolo generale le suore adottarono il nome di Missionarie Figlie di San Girolamo Emiliani. L'istituto si sviluppò rapidamente: nel 1979 fu aperta una fondazione in Honduras, nel 1982 nelle Filippine e nel 1986 in Italia.
La congregazione ricevette l'approvazione pontificia il 29 giugno 1984.

## Attività e diffusione
Le religiose si dedicano principalmente all'assistenza agli orfani e alle famiglie bisognose.
Le suore sono presenti in Colombia, El Salvador, Filippine, Guatemala, Honduras, Italia, Messico e Sri Lanka; la sede generalizia è a Città del Guatemala.
Alla fine del 2011 la congregazione contava 192 religiose in 38 case.